# 1952-es magyar női kézilabda-bajnokság (első osztály)
Az 1952-es magyar női kézilabda-bajnokság a második női kézilabda-bajnokság volt, melyet kispályán rendeztek. A csapatok területi (budapesti és megyei) bajnokságokban játszottak, a győztesek (Budapestről és egyes megyékből több helyezett is) az országos középdöntőben, majd az országos döntőben küzdöttek tovább a végső helyezésekért. Budapesten tizenkét csapat indult el, a csapatok egy kört játszottak. Az országos fordulókban is csak egy kör volt.
A VM Közért új neve VM Fűszért lett.
A Vasas Standard új neve Vasas Beloiannisz lett.

## Országos döntő
| #  | Csapat        | M | Gy | D | V | G+ | G- | P |
| -- | ------------- | - | -- | - | - | -- | -- | - |
| 1. | VM Fűszért    | 3 | 2  | 1 | 0 | 15 | 4  | 5 |
| 2. | Csepeli Vasas | 3 | 2  | 0 | 1 | 9  | 12 | 4 |
| 3. | VL Keltex     | 3 | 0  | 2 | 1 | 7  | 8  | 2 |
| 4. | Bp. Kinizsi   | 3 | 0  | 1 | 2 | 10 | 17 | 1 |

* M: Mérkőzés Gy: Győzelem D: Döntetlen V: Vereség G+: Dobott gól G-: Kapott gól P: Pont

## Országos középdöntő
- Győr: 1. VL Keltex 6, 2. Tatabányai Bányász 3, 3. Szentgotthárdi Vasas 2, 4. VL Győri Richards 1 pont
- Hódmezővásárhely: 1. VM Fűszért 6, 2. Békéscsabai VL Pamutszövő 4, 3. Hódmezővásárhelyi Vörös Meteor 2, 4. Szigetvári Vörös Lobogó 0 pont
- Miskolc: 1. Bp. Kinizsi 6, 2. Miskolci Építők 4, 3. Budakalászi Vörös Lobogó 2, 4. Egri Vörös Meteor 0 pont
- Törökszentmiklós: 1. Csepeli Vasas 6, 2. Debreceni Petőfi 4, 3. Veszprémi Vasas 2, 4. Jászberényi Építők 0 pont

## Budapesti csoport
| #   | Csapat            | M  | Gy | D | V  | G+ | G- | P  |
| --- | ----------------- | -- | -- | - | -- | -- | -- | -- |
| 1.  | VM Fűszért        | 11 | 11 | 0 | 0  | 86 | 8  | 22 |
| 2.  | Csepeli Vasas     | 11 | 8  | 1 | 2  | 43 | 27 | 17 |
| 3.  | VL Keltex         | 11 | 7  | 1 | 3  | 51 | 22 | 15 |
| 4.  | Bp. Kinizsi       | 11 | 6  | 2 | 3  | 55 | 34 | 14 |
| 5.  | Szikra Gázművek   | 11 | 6  | 1 | 4  | 42 | 30 | 13 |
| 6.  | Bp. Előre         | 11 | 6  | 1 | 4  | 35 | 35 | 13 |
| 7.  | VL Dunatextil     | 11 | 4  | 3 | 4  | 35 | 48 | 11 |
| 8.  | VL Újpesti Gyapjú | 11 | 3  | 2 | 6  | 43 | 55 | 8  |
| 9.  | Szikra Athenaeum  | 11 | 2  | 4 | 5  | 19 | 42 | 8  |
| 10. | Előre Autótaxi    | 11 | 2  | 2 | 7  | 21 | 43 | 6  |
| 11. | Vasas Beloiannisz | 11 | 2  | 1 | 8  | 12 | 38 | 5  |
| 12. | Bp. Szikra        | 11 | 0  | 0 | 11 | 7  | 67 | 0  |

* M: Mérkőzés Gy: Győzelem D: Döntetlen V: Vereség G+: Dobott gól G-: Kapott gól P: Pont